# Ottersitz
Ottersitz ist ein weilerartiger Ortsteil der Gemeinde Arzberg im Landkreis Nordsachsen in Sachsen.

## Lage
Der Weiler liegt nordöstlich von Belgern und südöstlich des Ortsteils Köllitsch auf einer Schwemmlandetage der östlichen Elbniederung. Die Kreisstraße 8913 erfasst den Weiler verkehrsmäßig auch im Fährbetrieb über die Elbe.

## Geschichte
Der Weiler wurde 1245 erstmals als Einzelgut Uttritz genannt. Der Name entwickelte sich bis 1768 auf Otteritz. 1529 waren die Bewohner nach Belgern eingepfarrt. 1529 lebten im Gutshof 8 Personen, 1818 61 und 1910 23. Die Verwaltungsbehörde saß ab 1314 in Torgau mit Unterbrechung in Liebenwerda und dann wieder in Torgau. Die Gutssiedlung besitzt 89 Hektar Land in der Gutsblockflur. Von 1751 bis 1839 war das Rittergut Sitz derer von Egidy und vorher derer von Weltewitz. Nach 1945 wurde das Gut verstaatlicht.
Aktuell ist Ottersitz unbewohnt.